# Rafał Kubacki

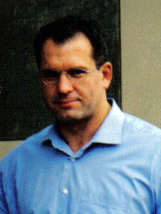
Kubacki în 2007

Rafał Andrzej Kubacki (născut 23 martie 1967, Wrocław) este un judoka polonez .
Este cunoscut pentru rolul său Ursus (bodyguardul Lygiei) din Quo Vadis (2001 film) de Jerzy Kawalerowicz.
El a intrat și în politică, în primul rând ca membru al "Samoobrona" ("Partid de Auto-Aparare"), partid popular polonez pe care îl reprezintă în prezent (PSL). El a renunțat la încercarea de a fi președinte (primar) în Wrocław.

## Realizări
| Year | Tournament                  | Place | Weight class          |
| ---- | --------------------------- | ----- | --------------------- |
| 2000 | European Judo Championships | 5th   | Open class            |
| 1999 | World Judo Championships    | 5th   | Heavyweight (+100 kg) |
| 1998 | European Judo Championships | 2nd   | Heavyweight (+100 kg) |
| 1997 | World Judo Championships    | 7th   | Heavyweight (+95 kg)  |
| 1997 | World Judo Championships    | 1st   | Open class            |
| 1997 | European Judo Championships | 3rd   | Heavyweight (+95 kg)  |
| 1996 | European Judo Championships | 3rd   | Heavyweight (+95 kg)  |
| 1995 | European Judo Championships | 3rd   | Heavyweight (+95 kg)  |
| 1994 | European Judo Championships | 2nd   | Heavyweight (+95 kg)  |
| 1993 | World Judo Championships    | 5th   | Heavyweight (+95 kg)  |
| 1993 | World Judo Championships    | 1st   | Open class            |
| 1993 | European Judo Championships | 3rd   | Heavyweight (+95 kg)  |
| 1993 | European Judo Championships | 7th   | Open class            |
| 1991 | European Judo Championships | 3rd   | Heavyweight (+95 kg)  |
| 1989 | World Judo Championships    | 3rd   | Heavyweight (+95 kg)  |
| 1989 | European Judo Championships | 1st   | Heavyweight (+95 kg)  |